# Марко Бијач
Марко Бијач (Дубровник, 12. јануар 1991) хрватски је ватерполиста. Игра на позицији голмана.

## Каријера
Каријеру је почео 2002. године у Југу. Касније је играо на позајмици у Морнару. Проглашен је најбољим голманом Јадранске лиге 2013/14. Почетком 2015. године постао је капитен Југа. Проглашен је најбољим голманом завршног турнира Лиге шампиона 2015/16. на којем је Југ освојио титулу првака Европе.
Са репрезентацијом Хрватске је освојио четири медаље на Светским и једну на Европским првенствима. Учествовао је и на Летњим олимпијским играма 2016. када је Хрватска освојила сребрну медаљу.
Био је проглашен за најбољег ватерполисту 2017. године, а годину дана раније је у истој категорији освојио 4. место.